# Bócsa Iván
Bócsa Iván (Arad, 1926. július 9. – Budapest, 2007. május 4.) Széchenyi-díjas agrobotanikus, növénynemesítő, növénygenetikus, egyetemi tanár, a Magyar Tudományos Akadémia tagja (l. 1990; r. 1995)
A magyar klasszikus növénynemesítés és populációgenetika nemzetközileg elismert kiemelkedő képviselője.

## Pályafutása
Középiskolai tanulmányait Bukarestben kezdte, 1940-ben, majd Budapesten érettségizett. 1944 őszétől járt a József Nádor Műszaki és Gazdaságtudományi Egyetem Mezőgazdasági Karára, ahol 1948-ban kapott diplomát. Már egyetemi évei alatt a növénynemesítés és –genetika ragadta meg. Tanára, Mándy György révén megismerkedett Fleischmann Rudolffal és 1948 nyarán hozzá, a Kompolti Állami Növénynemesítő telepre került gyakornokként, majd 1949-ben ki is nevezték Kompoltra, ahol nyugdíjazásáig, csaknem 59 éven át megszakítás nélkül dolgozott. Magyarországon először állított elő egylaki kendert és a világon először heterózis (hibrid) kendert. Három növényfajból (kender, lucerna, koronafürt) 18 államilag elismert fajtát állított elő, s ezekből 10 máig köztermesztésben van. 1957-ben a biológiai tudományok kandidátusa, 1959-ben egyetemi doktor lett, a tudományok (MTA) doktora fokozatot 1974-ben szerezte meg. 1990-től az MTA levelező-, 1996-tól rendes tagja volt. 1997-ben Széchenyi-díjat kapott. A Kompolti Fleischmann Rudolf Kutatóintézet 2002-től a Károly Róbert Főiskolához került, így annak kutatóprofesszora lett, majd további szervezeti változás után a Szent István Egyetem Kompolti Kutatóintézetének igazgatóhelyettese. A Nyugat-magyarországi Egyetem és a Szent István Egyetem címzetes tanára, utóbbinak tiszteletbeli doktora volt.
1969-től szerkesztette a Növénytermelés c. szaklapot és nemzetközi szinten elismertté fejlesztette. A Magyarország Kultúrflórája sorozat szerkesztőbizottságának elnöke volt. Tagja volt a Journal of Industrial Hemp szerkesztő bizottságának is. Szakmai publikációinak száma megközelíti a háromszázat, melyből nyolcvanöt német, angol, olasz és francia nyelven jelent meg. Tizenkét könyv és könyvrészlet szerzője, melyből kiemelkednek a kenderről, a lucernáról és a koronafürtről írt önálló kötetek, valamint a Fleischmann-monográfia.
A Magyar Tudományos Akadémia szakterületi munkáiban is részt vállalt, tagja volt a Tudományetikai, a Magyar Nyelvi, a Gyepgazdálkodási és a Növénynemesítési Bizottságoknak, s az MTA Miskolci Területi Bizottságának.
Széles körű nemzetközi munkásságot fejtett ki, főleg Európában az Európai Növénynemesítők Nemzetközi Szervezetén, az EUCARPIA-n belül, mint magyar nemzeti bizottságának elnöke, majd nemzeti képviselő, s e szervezet Takarmány- és Lucerna Szekciójában is működött. Tagja volt az International Association on Mechanization of Field magyar nemzeti bizottságának és a Német Növénynemesítők Szövetségének.

## Díjak
- Fleischmann Rudolf-díj (1973)
- Akadémiai Díj (1977)
- Eötvös Loránd-díj (1991)
- Magyar Köztársasági Érdemrend kiskeresztje (1996)
- Széchenyi-díj (1997) – A magyar növénynemesítés és növénytermesztés területén kifejtett nemzetközileg is kiemelkedő kutatási és nagy gyakorlati jelentőségű tevékenységéért. Megosztott díj Győrffy Bélával
- MAB emlékérem (2004)[1]

## Munkássága
A kendernemesítésben kialakította a Kompolti fajtát, mely 1955. évi állami elismerése óta a legrégibb köztermesztésben lévő fajta. Kifejlesztette az UNIKO-kender fajtát, aminek F1 állománya magtermelésben, F2 nemzedéke rosttermelésben rekorder. Az első hibrid kenderfajta (B-7) kialakítása is az ő nevéhez fűződik. A lucerna rezisztenciára nemesítésével elérte, hogy két gombakártevőnek (Verticillum, Fusarium) egyaránt ellenálló fajta jött létre. Munkatársaival sikerült előállítania egy, a világon napjainkig is egyedülálló, csökkentett szaponintartalmú) lucernafajtát, a Szapkót (1987). Az 1970-es években új kultúrnövényfajt, a tarka koronafürtöt vezette be a magyar mezőgazdaságba. A honosítás mellett kidolgozta az új növényfaj termesztéstechnológiáját is, amely a lucerna után a legnagyobb terméspotenciálú és beltartalmú évelő pillangós takarmánynövényünk.

## Művei (válogatás)
- Lellei János – Vizer Jakab – Bócsa Iván: Dr. h. c. Fleischmann Rudolf emléke. In: Agrártudomány, 1950. 11. sz.
- A kender-vetőmag szaporítása. In: A Magyar Tudományos Akadémia Agrártudományi Osztályának közleményei, 1955. (7. évf.), 3-4. sz., 455-458. oldal
- Kísérletek a magyar egylaki kender előállítására. In: A Magyar Tudományos Akadémia Agrártudományi Osztályának közleményei, 1958. (14. évf.), 1-3. sz., 65-84. oldal
- Fleischmann Rudolf élete és munkássága. Bp., 1958.
- A kender. Cannabis sativa (Mándy Györggyel). Budapest, 1962, Akadémiai Kiadó (Magyarország kultúrflórája) Kristályvirágfélék-diófélék. Kultúrflóra 15.
- Az egylaki kender nemesítésének kérdései. In: Élővilág, 1964. (9. évf.), 1. sz., 13-17. oldal
- (Mándy Györggyel): Investigations into the morphology, flowering and fertilization biology of wild Medicago species. In: Acta botanica Hungarica, 1964., 1-2. sz., 13-26, +1 táblázat. oldal
- Mándy György 1913-1976. In: Növénytermesztés, 1976.
- A lucernatermesztés technológiájának biológiai alapjai. Kiad. a Növénytermesztési és Talajvédelmi Kutató Intézet, Budapest, 1976. 69 oldal
- (Manninger Gusztávval szerk.) Bakos Zsuzsa et al.: A kender és a rostlen termesztése. Budapest, Mezőgazdasági Könyvkiadó, 1981, 199 oldal ISBN 963-231-029-2
- (Főszerkesztőként Barna Szilvia, Császár Jenő és Mezey Péter társszerk.): Fleischmann Rudolf élete és válogatott munkái. Kompolt, GATE "Fleischmann Rudolf" Mezőgazd. Kutint., 1993. 417 oldal ISBN 9638140119
- A tarka koronafürt = Coronilla varia L. (többek közreműködésével), Budapest,  Akadémiai Kiadó, 1994, 87 oldal (Magyarország kultúrflórája 3. köt. 9/a. füzet) (Kultúrflóra ; 66.)ISBN 963-05-6785-7
- Nemesítés a lucerna antinutritív anyagai ellen : akadémiai székfoglaló : 1991. szeptember 10 1994.
- A kenderolaj legújabb felhasználási lehetőségei. In: Olaj, szappan, kozmetika, ISSN 0472-8602 , 1997. (46. évf.), 5. sz., 181-183. oldal
- Szendrő Péter - Bócsa Iván - Fésűs László - Guth László - Kozári József: A minőség humánpolitikai dimenziói az agrárgazdaságban. In: Agro ‘21 füzetek, 1997. 87-107. p
- Megbékélés és Trianon. In: História, ISSN 0139-2409 , 1999. (21. évf.), 4. sz., 32-33. oldal
- Mendel és a genetika évszázada. In: Magyar Tudomány, ISSN 0025-0325 , 2000. (45. (108.) évf.), 9. sz., 1148-1150. oldal
- Kurnik Ernő 90 éves. In: Növénytermelés, ISSN 0546-8191 , 2003. (52. évf.), 3-4. sz., 461-462. oldal
- Szász Gábor 75 éves. In: Növénytermelés, ISSN 0546-8191 , 2003. (52. évf.), 3-4. sz., 465-466. oldal
- Vinczeffy Imre 80. születésnapjára. In: Növénytermelés, ISSN 0546-8191 , 2003. (52. évf.), 3-4. sz., 463-464. oldal
- Új szempontok a fehérjeellátásban az egygyomrú állatoknál. In: Őstermelő: gazdálkodók lapja, ISSN 1418-088X , 2003. (7. évf.), 3. sz., 96. oldal
- 100 éve született Berzsenyi-Janosits László. In: Növénytermelés, ISSN 0546-8191 , 2003. (52. évf.), 2. sz., 257-258. oldal
- A kender és termesztése, Budapest, Agroinform Kiadó és Nyomda Kft. 2004. ISBN 963-502-830-X
- Szende Kálmán 90 éves. In: Növénytermelés, ISSN 0546-8191 , 2004. (53. évf.), 3. sz., 299-300. oldal
- Antal József 85. születésnapjára. In: Növénytermelés, ISSN 0546-8191 , 2004. (53. évf.), 3. sz., 301-302. oldal
- (Finta-Korpelová Zuzana és Máthé Péter társszerzőkkel): A kender (Cannabis sativa L.) olajtartalomra folytatott szelekciójának értékelése két módszerrel. In: Növénytermelés, ISSN 0546-8191 , 2004. (53. évf.), 3. sz., 201-209. oldal
- 100 éve született Mórász Sándor. In: Növénytermelés, ISSN 0546-8191 , 2004. (53. évf.), 1-2. sz, 198. oldal
- Magassy Lajos 75. születésnapjára. In: Növénytermelés, ISSN 0546-8191 , 2004. (53. évf.), 1-2. sz, 195. oldal
- Fleischmann Rudolf születésének 125. évfordulójára. In: Növénytermelés, ISSN 0546-8191 , 2004. (53. évf.), 1-2. sz, 196-197. oldal
- Belea Adonisz 80 éves. In: Növénytermelés, ISSN 0546-8191 , 2004. (53. évf.), 1-2. sz, 193-194. oldal
- Neményi Miklós - Kovács Attila József – Némethné Varga Márta – Bócsa Iván – Csizmazia Zoltán – Heszky László – Kádár Imre: Az élelmiszer-alapanyag termelésből kivont mezőgazdasági területek hasznosítása (2002-2003). In: Gyakorlati Agrofórum. 2004. 15. 8. 78-80. oldal
- A tarka koronafürt termesztéséről. In: Mag, kutatás, fejlesztés és környezet, ISSN 1588-4864 , 2005, 4. (19.) évf., 3-4. sz., 16-17. oldal
- Egy új sokat igérő takarmánynövényünk, a tarka koronafürt. In: Őstermelő Gazdálkodók Lapja, ISSN 1418-088X , 2005. (9. évf.), 1. sz., 41-44. oldal